# Toktu de Bulgaria
Toktu (en búlgaro: Токту) fue el gobernante de Bulgaria de 766-767.
El Patriarca bizantino Nicéforo registra que Toktu era "un búlgaro y un hermano de Bayan". Aunque esto sugiere que Bayan era un hombre de cierta importancia, nada más se sabe definitivamente sobre Toktu con una base de apoyo. Toktu se supone que había sido miembro de la facción de la nobleza búlgara, que abogaba por una política hostil hacia el Imperio bizantino. Sin embargo, antes de que Toktu lograra llevar a cabo cualquier política, tuvo que enfrentarse a una rebelión y trató de huir del país. A diferencia de su predecesor Sabin, Toktu trató de huir hacia el norte, pero fue capturado y asesinado junto con su hermano Bayan y sus seguidores cerca del Danubio.
En el siglo XVII Bulgaria del Volga compuso el Ja'far Tarikh (una obra de autenticidad en disputa) representa a Azan Tokta (es decir, Toktu) como el hijo de la otra manera no confirmado Kermek, que era un hijo del anterior monarca búlgaro Suvar (es decir, Sevar).